# Entombed
Az Entombed egy svéd death metal zenekar, mely 1987-ben alakult Nihilist néven. A svéd irányultságú death metal egyik korai úttörői, későbbi lemezeiken már rock and roll, hardcore és punk hatások is felbukkannak. Ezt a stílust death 'n' roll-nak szokták nevezni. Az Entombedre az alábbi zenekarok gyakorolták a legnagyobb hatást: Autopsy, Slayer, KISS, Misfits, Motörhead és Discharge.

## Történet
Debütáló lemezüket a Left Hand Path albumot 1990-ben adták ki, mely a svéd death metal alapműve lett, és a zenekart is megindította a siker útján. Azt ezt követő Clandestine albummal tovább öregbítették hírnevüket. Az első két stílusteremtő albumuk védjegyének számított a "körfűrész" szerű gitárhangzás, mely a svéd death metal egyik ismertetőjegye. Miután lebonyolítottak nagyszabású Gods of Grind nevű turnét, a zenekar kezdett eltávolodni a színtiszta death metaltól, és több teret engedtek a Black Sabbath hatásokat is mutató rockzenének és a punknak.
Már ebben a stílusban (death 'n' roll) fogant az 1993-as Wolverine Blues és az 1994-es Hollowman, melyeket sokan klasszikus lemezeknek tartanak. Ezt követően azonban gondjaik támadtak különböző lemezcégekkel.
1998-ban jelent meg a Same Difference című albumuk, mely az első volt, melyen már nem szerepelt a dobos/alapító, Nicke Andersson. Azért hagyta el a zenekart, hogy jobban összpontosítson másik zenekarára, a Hellacoptersre. Őt Peter Stjärnvind helyettesítette. Az 1999ben megjelent Same Difference visszatérés volt a korai időket jellemző death metal vonalhoz. A folytatás, a 2002-es Morning Star viszont már a Wolverine Blues és a Hollowman albumok stílusához tért vissza.
2005-ben kiadtak egy koncertlemezt Unreal Estate címmel, melyet a Royal Swedish Balletben rögzítettek. 2003-ban jelent meg a következő nagylemezük, az Inferno. 2006. június 6-án egy EP-t jelentettek meg When in Sodom címmel. Ezt követően teljes hosszúságú nagylemez 2007 nyarán jelent meg Serpent Saints - The Ten Amendments címmel. A zenekar történetében ez volt az első album, melyen már Olle Dahlstedt dobos játéka hallható a 2006-ban távozott Stjärnvind helyett. Továbbá Uffe Cederlund sem szerepelt már a lemezen, mert átlépett a Disfearbe.

## Diszkográfia

### Stúdiólemezek
- Left Hand Path (1990)
- Clandestine (1991)
- Wolverine Blues (1993)
- Hollowman (1994)
- DCLXVI: To Ride Shoot Straight and Speak the Truth (1997)
- Same Difference (1999)
- Uprising (2000)
- Morning Star (2002)
- Inferno (2003)
- Serpent Saints - The Ten Amendments (2007)

### Koncertlemezek
- Monkey Puss (Live in London) (1999)
- Unreal Estate (2004)

### Demok, válogatások és EP-k
- But Life Goes On (demo) (1989)
- Crawl (EP) (1990)
- Stranger Aeons (EP) (1991)
- Hollowman (EP) (1993)
- Out of Hand (EP) (1993)
- Full of Hell (promo) (1993)
- Contempt (promo) (1993)
- Night of the Vampire (split 7" w/ The New Bomb Turks) (1995)
- Entombed (válogatás) (1997)
- Wreckage (EP) (1997)
- Black Juju (EP) (1998)
- Sons of Satan Praise the Lord (válogatás) (2002)
- When in Sodom (EP) (2006)

## Tagok

### Jelenlegi tagok
- Nico Elgstrand - Basszusgitár
- Alex Hellid - gitár
- Olle Dahlstedt - Dob

### Korábbi tagok
- Lars Göran Petrov - ének
- Jörgen Sandström - basszusgitár
- Zoran - basszusgitár
- Lars Rosenberg - basszusgitár
- Nicke Andersson - drob, ének, basszusgitár
- Peter Stjärnvind - dob
- Johnny Dordevic - ének
- David Blomqvist - gitár
- Uffe Cederlund - gitár, basszusgitár

### Kisegítő és vendég tagok
- Fred Estby - ének
- Matti Kärki - ének
- Orvar Säfström - ének
- Peder Carlsson - harmonika
- Anders Lindström - gitár
- Daniel Rey - ének
- Östen Warnebring - ének